# Castrillo de la Reina
Castrillo de la Reina – gmina w Hiszpanii, w prowincji Burgos, w Kastylii i León, o powierzchni 14,45 km². W 2011 roku gmina liczyła 217 mieszkańców.